# ヘカテ (映画)
『ヘカテ』（フランス語: Hécate, maîtresse de la nuit, 「ヘカテ、夜の女主人」の意）は、1982年製作・公開のスイス・フランス合作映画である。
ダニエル・シュミット監督、ベルナール・ジロドー、ローレン・ハットン主演。原作はポール・モーランの『ヘカテの犬たち』。

## あらすじ
ジュリアン・ロシェルは、北アフリカにあるフランス植民地の外交官としてやってきた。上司のヴォーダブルから秘書や生活必需品が宛がわれたものの、ロシェルは退屈に感じていた。
ある日、彼はクロチルドという美女と出会って親しくなり、やがて彼女からギリシャ神話に登場する女神ヘカテを連想するようになった。その後、ロシェルはクロチルドが地元の少年と親しくなっていることを知り、そのことを質問するが、これがきっかけで彼女はロシェルの元を去ってしまう。ロシェルは嫉妬心からその少年をいじめた結果、中国に左遷される。クロチルドは後から行くと言うが、やっては来ない。数年後、そこそこ出世したロシェルは自ら望んでシベリアに赴任し、そこでクロチルドの夫と出会う。彼もまた、彼女がやってくるのを待ち続けていた。
ロシェルが北アフリカに赴任してから10年後の1942年、ロシェルはスイスのベルンで行われた、フランス大使館主催のパーティーに参加し、クロチルドと再会する。

## キャスト
- ジュリアン・ロシェル - ベルナール・ジロドー
- クロチルド- ローレン・ハットン
- ヴォーダブル - ジャン・ブイーズ
- マサール - ジャン＝ピエール・カルフォン
- アンリ - ジュリエット・ブラシュ

## スタッフ
- 製作 - マルセル・ヘーン、ハンス＝ウルリッヒ・ヨルディ
- 監督 - ダニエル・シュミット
- 原作 - ポール・モーラン
- 脚本 - パスカル・ジャルダン、ダニエル・シュミット
- 台詞 - パスカル・ジャルダン
- 撮影 - レナート・ベルタ
- 音楽 - カルロス・ダレッシオ
- 美術 - ラウール・ヒメネス
- 編集 - ニコール・ルプシャンスキー
- 衣裳デザイン - パブロ・メシャン、デリカ・キャンセラ、クリスチャン・ディオール